# Ben Bova
Ben Bova, född 8 november 1932 i Philadelphia, Pennsylvania, död 29 november 2020 i Naples, Florida, var en amerikansk science fiction-författare och redaktör.
Han var ordförande i den amerikanska science fiction-författarorganisationen SFWA. Han var även redaktör för Analog Science Fiction och skrev över 100 böcker, en majoritet av dem skönlitterära.